# Unión para la Democracia y el Progreso Social

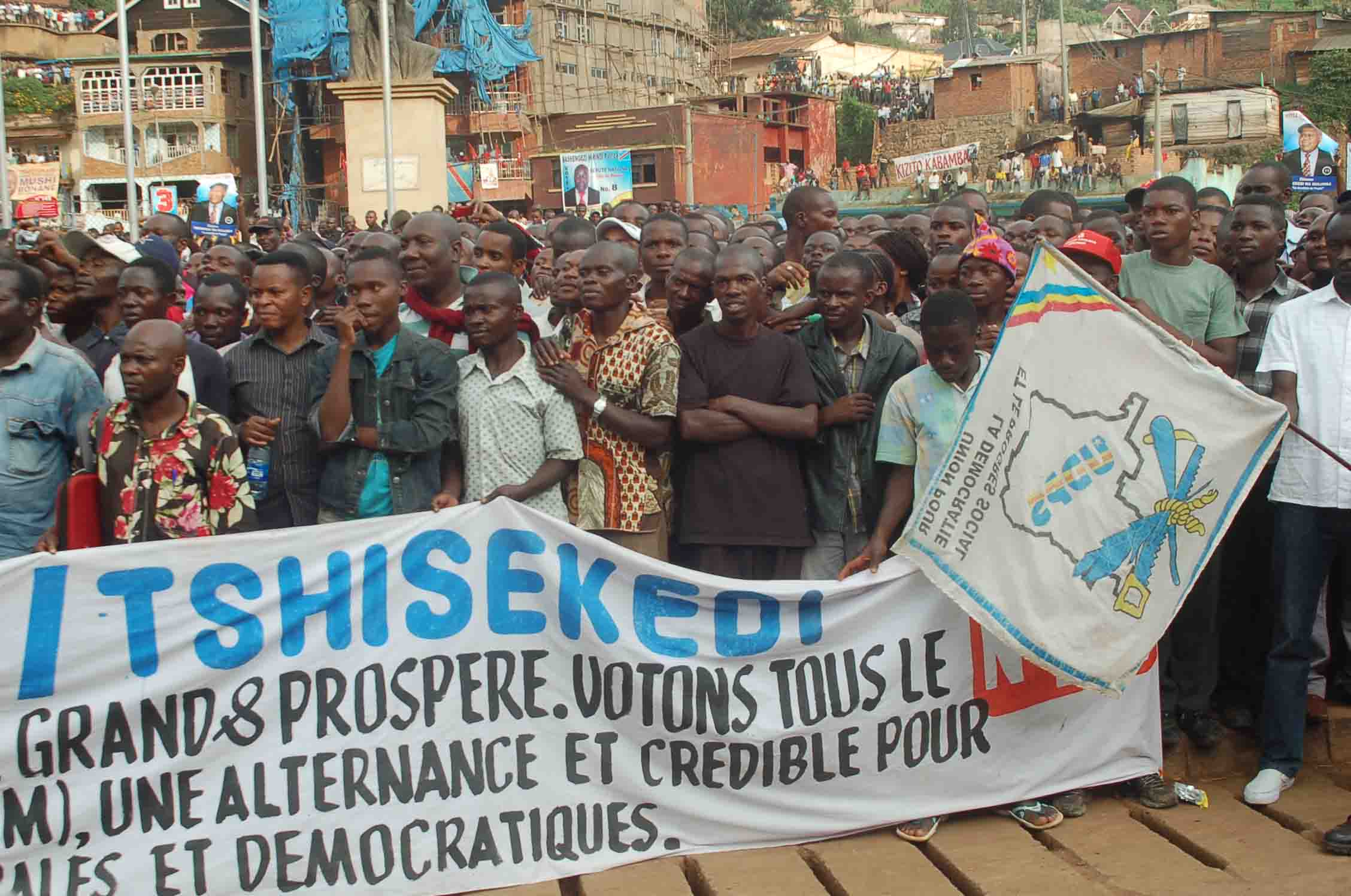
Manifestación callejera con banderas de la Unión por la Democracia y el Progreso Social (UDPS)

La Unión para la Democracia y el Progreso Social (en francés: Union pour la Démocratie et le Progrès Social, UDPS) es un partido político en la República Democrática del Congo (RDC). Fundado en 1982, en medio del gobierno unipartidista de Mobutu Sese Seko y su Movimiento Popular de la Revolución, es el partido más antiguo del país. Durante la presidencia de Joseph Kabila, fue el mayor partido de oposición del país. El partido se identifica como socialdemócrata.
El partido está dirigido por Félix Tshisekedi, quien ha sido presidente de la República Democrática del Congo desde su elección en 2018. La llegada de Tshisekedi a la presidencia fue la primera transición pacífica de poder en el país desde que se independizó de Bélgica en 1960. Fue reelegido en 2023. Su padre Étienne Tshisekedi dirigió anteriormente el partido.

## Historia

### Dictadura de Mobutu
El partido tiene sus orígenes en un grupo de parlamentarios disidentes durante la dictadura de Mobutu Sese Seko y su Movimiento Popular de la Revolución. En diciembre de 1980, Mobutu recibió una carta abierta de 52 páginas pidiendo la democratización del sistema político en Zaire (como se conocía entonces a la República Democrática del Congo) y el permiso de los partidos de oposición. Fue firmado por 13 parlamentarios y fechado el 1 de noviembre de 1980. Aunque la carta ha sido citada como el primer desafío no violento a Mobutu y su gobierno de partido único, la carta intentó justificar sus propuestas citando la constitución de 1967 y el Manifiesto de N'sele, escritos por Mobutu y su partido. Mobutu rápidamente arrestó a los autores de la carta, pero poco después, en enero de 1981, les concedió la amnistía. Sin embargo, los autores fueron despojados de sus investiduras y exiliados a sus respectivas provincias de origen. No obstante, a pesar de los esfuerzos del Ministerio del Interior de Zaire, muchos de los autores regresaron a la capital, Kinsasa, ese mismo año para hablar con otras figuras de la oposición.
El 15 de febrero de 1982 se fundó en Kinshasa la Unión para la Democracia y el Progreso Social (abreviatura francesa: UDPS) con un compromiso declarado con la Constitución de 1967. Los miembros fundadores del partido afirmaron que la constitución de 1967 permitía la creación del partido; Mobutu, sin embargo, no estuvo de acuerdo. Los líderes del partido fueron arrestados el mes siguiente y sentenciados colectivamente a 15 años de prisión.
Tras la Conferencia Nacional Soberana de 1991, el líder de la UDPS, Étienne Tshisekedi, surgió como el principal rival de Mobutu. Cediendo a la presión internacional, Mobutu nombró a Tshisekedi para el cargo de primer ministro de Zaire en tres ocasiones distintas en la década de 1990, pero Mobutu supuestamente interfirió e impidió que Tshisekedi llevara a cabo su mandato en cada ocasión.

### Presidencia de Kabila
Tras la caída del régimen de Mobutu, la UDPS fue un importante partido de oposición durante la presidencia de Joseph Kabila de 2001 a 2019. El partido llamó a boicotear el referéndum constitucional de 2005 y las elecciones generales de 2006. Antes de esto último, la Comisión Electoral Independiente (CEI) – el organismo electoral de la RDC – había rechazado una solicitud de la UDPS para obtener escaños en la CEI, escaños en la Alta Autoridad de los Medios (Haute Autorité des medias), y la reapertura de las listas electorales para que los miembros de la UDPS pudieran registrarse como candidatos a las elecciones.
El partido obtuvo 42 escaños en las elecciones parlamentarias de 2011 . Tshisekedi quedó en segundo lugar en las elecciones presidenciales simultáneas con poco menos de un tercio de los votos nacionales.  Las elecciones se vieron empañadas por la violencia y los retrasos; La votación se extendió a un segundo día debido a fallas en la entrega de urnas a algunas partes del país. 
Etienne Tshisekedi murió de embolia pulmonar el 1 de febrero de 2017. Le sucedió como presidente de la UDPS su hijo, Félix Tshisekedi.
Cinco meses antes de las elecciones generales de 2018, la UDPS y otros tres partidos de oposición hicieron una declaración conjunta pidiendo el regreso del exilio de figuras clave de la oposición, la liberación de los presos políticos y la reducción de las tensiones entre los partidarios del gobierno y el oposición. La oposición había estado en conflicto abierto con la Comisión Electoral Nacional Independiente (anteriormente la Comisión Electoral Independiente o CEI), a la que acusaron de ser pro-Kabila.

### Presidencia de Tshisekedi
Tshisekedi participó y ganó las elecciones presidenciales de 2018. Fue confirmado como ganador por el Tribunal Constitucional de la República Democrática del Congo el 20 de enero de 2019, tras una impugnación fallida del candidato que quedó en segundo lugar, Martin Fayulu. Tshisekedi prestó juramento como presidente poco después, el 24 de enero. Fue la primera transición pacífica de poder en el país desde que se independizó de Bélgica en 1960. Los críticos de Tshisekedi en ese momento lo describieron como no probado, inexperto y carente del carisma de su padre. Por ejemplo, Valentin Mubake, exsecretario general de la UDPS, comentó: «Su padre era un hombre del país. El hijo es muy limitado». Tshisekedi nunca había ocupado un alto cargo o un puesto directivo, en contraste con la larga carrera de su padre como figura destacada de la oposición del país.
Los analistas describieron la victoria de Tshisekedi como una victoria también para Kabila, debido a la supuesta coordinación de la UDPS con los partidos pro-Kabila en el período previo a las elecciones. Los partidos pro-Kabila obtuvieron la mayoría de escaños en las elecciones parlamentarias concurrentes.
La UDPS obtuvo una pluralidad de escaños en las elecciones parlamentarias de 2023. Los partidos aliados a la UDPS también obtuvieron un número significativo de escaños. Sin embargo, Tshisekedi, que fue reelegido en las elecciones presidenciales simultáneas, no pudo formar gobierno de inmediato debido a desacuerdos entre los partidos miembros de la coalición gobernante. Un intento de golpe de Estado el 19 de mayo de 2024 retrasó aún más la formación de un gobierno. Finalmente se anunció un nuevo gobierno el 29 de mayo de 2024.
Las elecciones de 2023 se vieron empañadas por amenazas y ataques de partidarios de la UDPS contra líderes de partidos de oposición y periodistas. Los partidarios de la oposición también estuvieron implicados en actos de violencia política. El 7 de noviembre se produjo un incidente importante, cuando partidarios de la UDPS se enfrentaron con partidarios del partido de oposición de Moïse Katumbi, Juntos por la República (abreviatura francesa: Ensemble), en una manifestación en Kasumbalesa, en la sudoriental provincia de Alto Katanga. Los testigos acusaron a los partidarios de Ensemble de saquear una oficina local de la UDPS y a los partidarios de la UDPS de atacar e herir a seis personas, violar al menos a dos mujeres y agredir sexualmente a otras tres. También volvieron a surgir retrasos logísticos que dieron lugar a acusaciones de fraude contra la UDPS.

## Ideología
La UDPS se identifica como un partido socialdemócrata. Su lema es le peuple d'abord, que significa «la gente primero».

## Afiliaciones internacionales
La UDPS es miembro de pleno derecho de la Alianza Progresista y de la Internacional Socialista.

## Tarjetas de membresía
Los miembros del partido pueden comprar tarjetas de membresía. Son emitidos por la secretaría general de la UDPS en Kinshasa, enviados a las respectivas federaciones de los miembros (ya sea por región o en el extranjero) y distribuidos entre las secciones o células locales del partido en sus respectivas jurisdicciones. A los afiliados que pierdan su carnet se les podrá expedir un «'comprobante de afiliación' previa consulta con la antigua federación, sección o célula donde el solicitante afirma haber sido afiliado para confirmar si era o no afiliado a la UDPS».